# ジョアン・カルロス・ピント・チャヴェス
ジョアン・カルロス・ピント・シャヴェス（João Carlos Pinto Chaves、1982年1月1日 - ）は、ブラジルの元サッカー選手。現役時代のポジションはディフェンダー。

## 経歴

### クラブ
ブラジルのレアレンゴで生まれ、2001年CRヴァスコ・ダ・ガマでプロとしてのキャリアをスタートさせる。その後、ブルガリアの強豪CSKAソフィアでのプレー。2004年7月、CSKAソフィアでの活躍が認められてベルギーのスポルティング・ロケレンへ移籍をした。2008年6月、KRCヘンクに4年契約で移籍。ヘンクではキャプテンを務め、ベルギーカップ優勝に貢献をした。2011年1月、ロシア・プレミアリーグに所属するFCアンジ・マハチカラと昨年、ロシア・プレミアへ昇格を果たしたFCクバン・クラスノダールから関心を寄せられていると、ベルギーの新聞metrotimeに語った。1月29日、FCアンジ・マハチカラへ3年契約で移籍する事が決まった。

## 所属クラブ
- CRヴァスコ・ダ・ガマ 2001-2002
- PFC CSKAソフィア 2002-2004
- スポルティング・ロケレン 2004-2008
- KRCヘンク 2008-2011
- FCアンジ・マハチカラ 2011-2013
- FCスパルタク・モスクワ 2013-2015
- CRヴァスコ・ダ・ガマ 2015
- スポルティング・ロケレン 2016
- アル・ジャジーラ・クラブ 2016-2017
- マドゥレイラEC 2018

## タイトル

### クラブ
- PFC CSKAソフィア
  - Aグルパ：1 (2002-2003)

- KRCヘンク
  - ベルギー・カップ：1 (2008-09)